# Крошка, это ты!
«Крошка, это ты!» (англ. Baby It's You) — американский фильм 1983 года режиссёра Джона Сейлза с Розанной Аркетт и Винсентом Спано.

## Сюжет
История о романе двух старшеклассников, девушки по имени Джилл Розен и голубоглазого итальянского парня Альберта по прозвищу «Шейх», происходит в Нью-Джерси в 1966 году. Помимо Джилл Шейх также увлечён автомобилями, а вообще он хотел бы пойти по стопам Фрэнка Синатры и стать знаменитостью. Молодые люди днём часто видятся в школе, а по вечерам ходят вместе в бар, хотя периодически конфликтуют. Как-то раз, во время одной из ссор, к Шейху навязывается подруга Джилл. Он ведёт её в бар и затем они проводят вместе ночь. Через некоторое время Джилл узнаёт об этом.
Тем временем у Шейха проблемы, его выгоняют из школы, а затем он чудом спасается от полиции после ограбления магазина. Скрываясь, он отправляется во Флориду, в Майами. Там он устраивается в ресторан мыть посуду, а по выходным там же поёт для посетителей под фонограмму Синатры. Джилл в это время заканчивает школу и поступает в колледж. Шейх однажды связывается с ней и приглашает приехать к нему в гости. Там он приводит её к себе в ресторан, а затем и в своё жилище. Тогда же он рассказывает ей, откуда у него такое прозвище, это марка презервативов. На следующий день она возвращается домой, а он на работу.
Однажды в ресторан берут настоящего певца и Шейху остаётся только посуда на кухне. От досады он уходит с работы, забирает свой костюм и в угнанной машине отправляется в Нью-Йорк, теперь движимый лишь романтической идеей воссоединения с Джилл. Там он объявляет ей, что любит её, она же признаётся, что никогда не любила его… Когда он остывает, то принимает её отказ. Вечером они идут на концерт любительской группы, которая исполняет песню Синатры «Strangers in the Night». Шейх и Джилл танцуют медленный танец.

## В ролях
- Розанна Аркетт — Джилл Розен
- Винсент Спано — Альберт «Шейх» Кападилупо
- Джоанна Мерлин — миссис Розен
- Джек Дэвидсон — мистер Розен
- Ник Феррари — мистер Кападилупо
- Долорес Мессина — миссис Кападилупо
- Леора Дейна — мисс Вернон, учительница
- Билл Рэймонд — мистер Рипиппи, учитель
- Сэм Макмюррей — мистер МакМанус, учитель
- Лиан Кёртис — Джоди, школьница
- Клаудия Шерман — Бэт, школьница
- Марта Кобер — Дебра, школьница
- Трэйси Поллан — Лесли, студентка
- Рейчел Дретзин — Шелли, студентка
- Сьюзан Дерендорф — Крис, студентка
- Роберт Дауни-младший — Стюарт
- Фрэнк Винсент — Винни
- Мэттью Модайн — Стив
- Фрэнк Загарино — Лью
- Кэролайн Аарон — официантка
- Фишер Стивенс — помощник режиссера

## Производство
Это был первый фильм Джона Сейлза, который он делал для крупной голливудской студии. Сценарий фильма основан на автобиографической истории Эми Робинсон. Фильм был спродюсирован Эми Робинсон и Гриффином Данном и посвящён сестре Данна актрисе Доминик Данн, которая трагически погибла во время производства этого фильма.
В фильме содержится большое количество популярной музыки 60-х годов. Из-за проблем с лицензией на некоторые композиции фильм долго не выходил на DVD. В июле 2008 года фильм всё же вышел на DVD, но некоторые песни были заменены на другие.

## Критика
На сайте Rotten Tomatoes фильм имеет рейтинг свежести 94 %, у фильма 15 положительных рецензий из 16. Джанет Маслин из The New York Times замечает в своей рецензии, что в фильме много хорошо проработанных деталей 60-х годов и что музыка это основная часть фильма. При этом здесь есть и некоторые анахронизмы, типа песен Брюса Спрингстина.
Розанна Аркетт в 1984 году за роль в этом фильме получила награду «Лучшая актриса» от Общества кинокритиков Бостона.